# Maria Cuyàs Ponsa
Maria Cuyàs Ponsa (Barcelona, 1899 -1992) fou una pedagoga catalana, que es va dedicar a l'educació, fonamentalment des de la inspecció d'ensenyament i a la divulgació de coneixements pedagògics. PDF Els exilis de Maria Cuyàs Ponsa, educadora. 1899- 1992

## Biografia

Maria Cuyàs i grup d'alumnes al terrat de lEscuela Superior del Magisterio. Madrid, 1925

Va néixer al si d'una família de la menestralia catalana. La mare, Elvira Ponsa, natural de Manresa, provenia d'un llinatge de Calders. El pare, Joan Cuyàs, barceloní, tenia ofici de tallista, daurador i restaurador, i a poc a poc, va anar ampliant el seu taller amb el comerç d'obres d'art. Maria era la més gran, la seva germana Angelina era tres anys menor i el seu germà, Juan, va néixer deu anys més tard.
Maria Cuyàs va pertànyer al primer grup de joves que pogueren estudiar i es matriculà a l'Instituto General y Técnico de la Provincia de Barcelona, actual Institut Jaume Balmes, el primer centre a admetre dones entre el seu alumnat gràcies a l'interès del seu director, Hermenegildo Giner de los Ríos. Acabà els estudis de batxillerat el curs 1918-1919 amb un expedient de bones notes.
Amb vint anys i acabat el batxillerat, podia haver continuat els estudis a la Universitat però, seguint la seva vocació per l'ensenyament, es matriculà a l'Escola Normal de Magisteri. En 1921, Leonor Serrano i Pablo li va certificar les seves pràctiques a l'escola. 
Fora del que era habitual en una jove de l'època, Maria sortí del seu medi familiar i cultural per seguir la seva vocació. Amb l'objecte de continuar estudis superiors, es traslladà a Madrid i va haver de superar el dur examen d'accés a l'Escuela Superior del Magisterio. Va allotjar-se a la Residencia de Señoritas, dirigida per María de Maeztu i de característiques semblants a la Residencia de Estudiantes. Va elegir la secció de Ciències i per complementar els estudis teòrics amb els pràctics, comptà amb el Laboratori Foster que precisament estava instal·lat en la mateixa Residencia. Fou el primer laboratori destinat a la formació científica al qual les estudiants podien acudir-hi.

## Activitat educativa
Treballa en centres de la Institución Libre de Enseñanza
Començà a treballar en centres vinculats a la Institución Libre de Enseñanza (ILE). En un primer moment va ésser professora a l'Instituto-Escuela durant el curs 1925-1926. A continuació, a Villablino, per exercir a l'Escuela Mercantil y Agrícola de la Fundación Sierra-Pambley fins a 1928. En aquesta etapa es casa amb un company de la promoció anterior de l'Escuela Superior del Magisterio, Herminio Almendros.  
Professora d'Escola Normal
El 1928 s'incorpora com a professora a l'Escola Normal de Lleida, província a la qual també va ser destinat Herminio Almendros com Inspector de primer ensenyament.
Com a professora de futures mestres, estava atenta a nous mètodes d'ensenyament, així com a experimentar i difondre últims coneixements amb la publicació d'articles en revistes especialitzades i amb la divulgació d'autors, com el suís Robert Dottrens, de qui va traduir La enseñanza de la escritura. Nuevos métodos. Dottrens era director de l'Institut Jean-Jacques Rousseau (Ginebra) un dels centres més destacats del moviment de l'Escola Nova, referent en els corrents de la renovació educativa.
Directora de la Residencia de Estudiantes
En 1932 accepta la direccióde la Residencia de Estudiantes a Lleida, la primera fora de Madrid, a fi de donar alberg a les joves que s'hi traslladaven per estudiar. Aquesta residència seguia el model de la que ella havia conegut a Madrid: proporcionava allotjament a les estudiants al mateix temps que completava la formació dels seus estudis mitjançant conferències, vetllades científiques, artístiques i literàries. L’edifici, de tres plantes, destacava per la il·luminació natural i per la decoració moderna i senzilla, les quals facilitaven l’ambient d’estudi i la convivència entre les estudiants.
Inspectora d'educació
El juny de 1932, Maria obtingué plaça a Lleida com a Inspectora de Primer Ensenyament després d'una llarga reivindicació de les dones que aspiraven a ser-ho. Uns mesos més tard aconseguí, per concurs-oposició, una plaça en la Inspecció a Barcelona. Maria va mantenir una gran activitat en la renovació pedagògica promoguda pel govern de la República i que va desenvolupar en la funció fonamental de la Inspecció educativa. A més de renovar l'ensenyament de l’escriptura, va contribuir a la realització d’activitats i a l’elaboració de materials que proposava el mestre francès Célestin Freinet. Aquesta participació va continuar durant el període de guerra tot aplicant-hi les noves metodologies per l'ensenyament de l'escriptura.
Represaliada pel franquisme
Amb l'entrada de les tropes franquistes a Barcelona, Herminio va creuar els Pirineus mentre Maria va haver de quedar-se a càrrec dels tres fills. Va ser cessada, suspesa de sou i feina, i se li va obrir diversos expedients de depuració per la nova administració educativa el març de 1939. Va haver de refugiar-se amb els quàquers i fer classes particulars per aconseguir ingressos que permeteren mantenir tota la família. L'expedient de depuració es va resoldre en 1942 amb el seu trasllat forçós a Huelva en 1944.

## Exili i retorn
Nova vida a l'Havana 

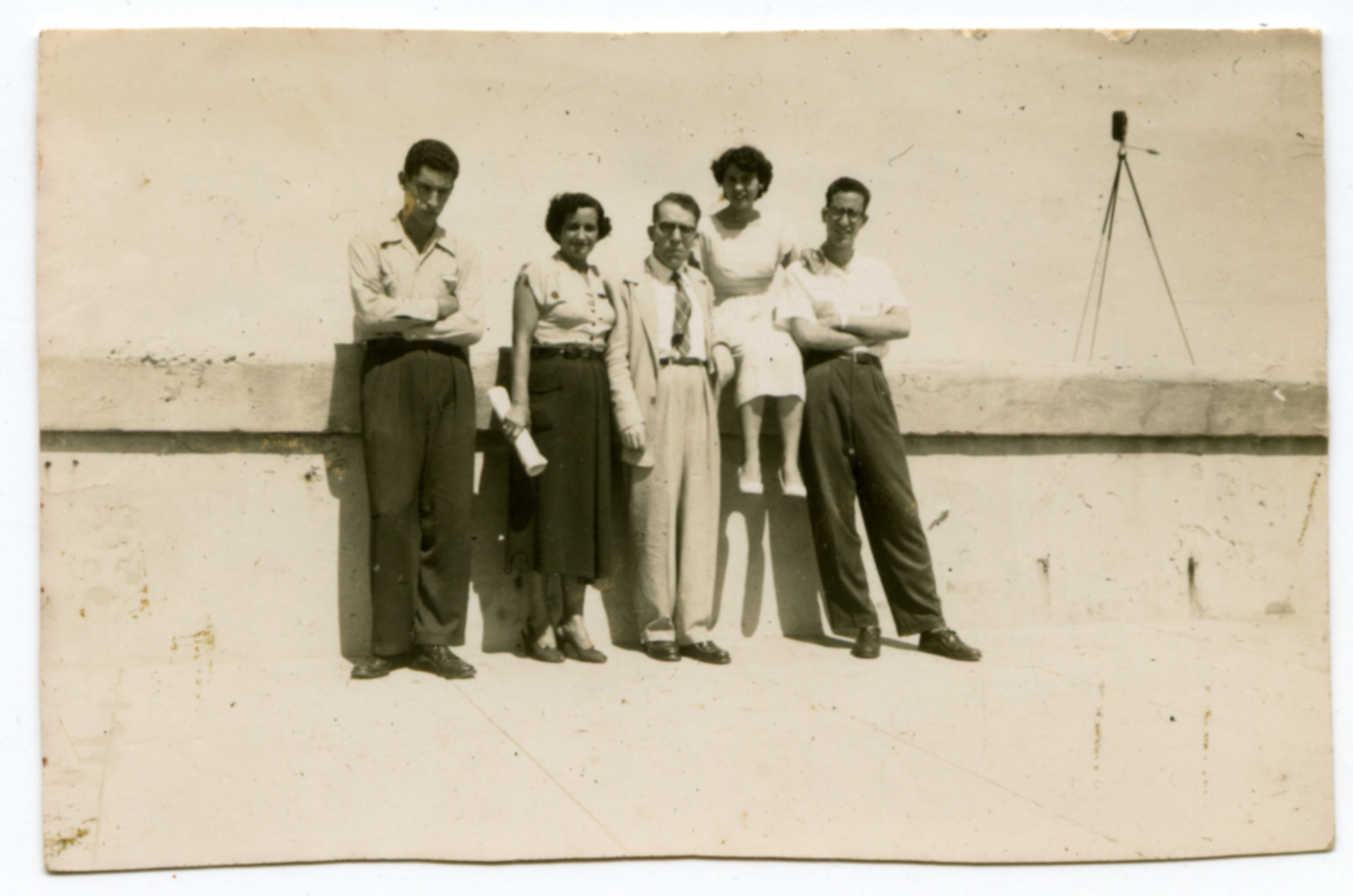
Arribada a Cuba. 1949

Atès que Franco continuava en el poder malgrat la desfeta dels altres règims feixistes europeus i que Herminio Almendros romania a l'Havana, Maria va decidir dirigir els seus passos cap a Cuba. Allí havia arribat, en febrer del 1948, el seu fill Néstor Almendros, que acabava de fer divuit anys. Uns mesos més tard, Maria juntament amb els seus fills Maria Rosa i Sergio va prendre el vol i va arribar a l'Havana, on finalment es va reunir tota la família.
Tot i que l'illa presentava bones perspectives de futur, Maria es va trobar amb la impossibilitat d'exercir la seva professió. Ni a ella ni a ningú dels qui arribaren se li va reconèixer la titulació, pel que es veié abocada a fer classes particulars i a treballar en centres privats.
A pocs mesos de la seva arribada, va obrir una llibreria, Proa, per proporcionar ocupació i ingressos a la família. Inaugurada en abril de 1950, aquesta llibreria comptava també amb una secció de material escolar i de joguines. Ubicada en la propera població de Marianao, la llibreria es convertí en un centre de dinamització cultural tan reconegut que el prestigiós grup Ariel hi celebrava les seves tertúlies.
Herminio Almendros s'estigué treballant algunes temporades a la Universitat d'Oriente, a Santiago de Cuba. Allí va haver de doctorar-se i ho va fer amb una tesi sobre la Inspecció, on contava l'experiència republicana. També hi aparegué alguna de les seves publicacions. Maria va romandre a l'Havana ocupada amb la llibreria, les classes, els canvis de domicili i l'atenció als fills, mentre afrontava les dificultats pròpies d'uns temps cada vegada més violents.
El gener de 1959 tenia les energies suficients per participar activament del procés revolucionari en els seus inicis i mantenir el funcionament de la llibreria Proa. Herminio Almendros va ser nomenat Director General d'Educació Rural i Néstor Almendros va contribuir en diverses facetes del camp cinematogràfic. En 1961 Herminio va ser cessat i Néstor va haver d'exiliar-se.
Retorn a Barcelona
Amb la Llei d'Amnistia (1976) Maria va iniciar els tràmits perquè li fos aplicada i pogués ser reconeguda com a Inspectora jubilada. Va viatjar a Barcelona en 1984, on fixà la seva darrera residència. Després d'una vida itinerant tot emportant-se la documentació familiar, com ara correspondència, llibres i fotografies, amb el retorn va retrobar les antigues amistats. Encara va poder gaudir per uns anys de la seva ciutat, on s'hi va quedar fins a la seva mort, l'agost de 1992.

## Obra
Articles i traduccions
- DOTTRENS, Robert. (1934). La enseñanza de la escritura. Nuevos métodos. Traducción de Maria Cuyàs. Espasa-Calpe, S.A.
- CUYÀS PONSA, Maria. (09-02-1929). Al margen de «El Artista adolescente». El Día Gráfico.
- CUYÀS PONSA, Maria. (19-01-1930). Notas acerca del miedo en el niño. El Día Gráfico.
- CUYÀS PONSA, Maria. (1933). De enseñanza de la escritura. Revista de Pedagogía. (XII). 438-449